# Janice Josephs
Janice Josephs (* 31. März 1982 in Kapstadt) ist eine südafrikanische Siebenkämpferin und Weitspringerin. Bei einer Körpergröße von 1,60 m hat sie ein Wettkampfgewicht von etwa 60 kg.

## Karriere

### Siebenkampf
Josephs bestritt ihren ersten internationalen Wettkampf im Juli 1999 bei den 1. Leichtathletik-Jugendweltmeisterschaften im polnischen Bydgoszcz, wo sie im 200-Meter-Lauf antrat. Ihren ersten größeren Siebenkampf bestritt sie 2000 in Pietersburg, wo sie 5466 Punkte erreichte. 2004 gewann sie bei den Leichtathletik-Afrikameisterschaften in Brazzaville mit 5785 Punkten die Silbermedaille. Nachdem ihr im Siebenkampf die Qualifikation für die Olympischen Sommerspiele 2004 in Athen gelungen war, belegte sie dort mit 6074 Punkten den 19. Platz. Bei den Leichtathletik-Weltmeisterschaften 2005 im finnischen Helsinki gab sie während des Siebenkampfes auf.
Im Jahr 2006 trat sie im Siebenkampf bei den Commonwealth Games im australischen Melbourne an und wurde mit persönlicher Bestleistung von 6181 Punkten Fünfte. Bei den Afrikameisterschaften im Juli 2006 gewann sie mit 5876 Punkten die Goldmedaille, wobei sie über 900 Punkte Vorsprung auf die Zweitplatzierte hatte. Von 2004 bis 2006 gewann sie zudem jeweils den südafrikanischen Meistertitel im Siebenkampf.

### Weitsprung
Im Jahr 2006 wechselte Josephs vom Siebenkampf zum Weitsprung und wurde im selben Jahr bereits Südafrikanische Meisterin. Bei den Panafrikanischen Spielen 2007 in Algier gewann sie mit einer persönlichen Bestweite von 6,79 m die Goldmedaille im Weitsprung und wurde bei den Leichtathletik-Hallenweltmeisterschaften 2008 Achte. Bei den Leichtathletik-Afrikameisterschaften 2008 konnte sie sich mit 6,64 m ebenfalls die Goldmedaille im Weitsprung sichern. Auch bei den Leichtathletik-Weltmeisterschaften 2009 in Berlin sowie bei den Leichtathletik-Hallenweltmeisterschaften 2010 in Doha, Katar, trat sie im Weitsprung an, schied aber jeweils in der Qualifikation aus.

## Bestleistungen in den Einzeldisziplinen
| 100 m Hürden | 13,30 s     |
| Hochsprung   | 1,72 m      |
| Kugelstoßen  | 12,68 m     |
| 200 m        | 23,15 s     |
| Weitsprung   | 6,79 m      |
| Speerwurf    | 44,42 m     |
| 800 m        | 2:10,61 min |